# Saalebrücke (A 72)
Die Saalebrücke bei Saalenstein, einem Gemeindeteil von Köditz, überspannt im Umfeld der Stadt Hof die Sächsische Saale und überführt die Bundesautobahn 72. Sie steht beim Autobahnkilometer 6,5 zwischen den Anschlussstellen Hof-Nord und Hof/Töpen in der Nähe der mittelalterlichen Burgstätte „Altes Schloß“ – auch Burg Saalenstein genannt – und entstand im Zuge des Baus der Vogtlandautobahn. Grundsteinlegung für das damals 377 m lange Bauwerk war 1937, die Fertigstellung und Verkehrsübergabe folgte 1940. Im Jahr 1945 wurde das Bauwerk durch eine Sprengung beschädigt. In den folgenden Jahrzehnten überführte die Brücke zwei Fahrstreifen der an der innerdeutschen Grenze unterbrochenen Autobahn. Im Rahmen des Lückenschlusses bei der Elstertalbrücke und des Ausbaus der Autobahn wurde die Saalebrücke ab Oktober 1990 bis Mai 1993 komplett umgebaut, da die Fahrbahnplatte von 18,3 m auf 28 m verbreitert werden musste. Seitdem überführt die denkmalgeschützte Brücke je Richtungsfahrbahn zwei Fahrstreifen und einen Standstreifen. Die Baukosten betrugen 30 Mio. DM.

## Konstruktion

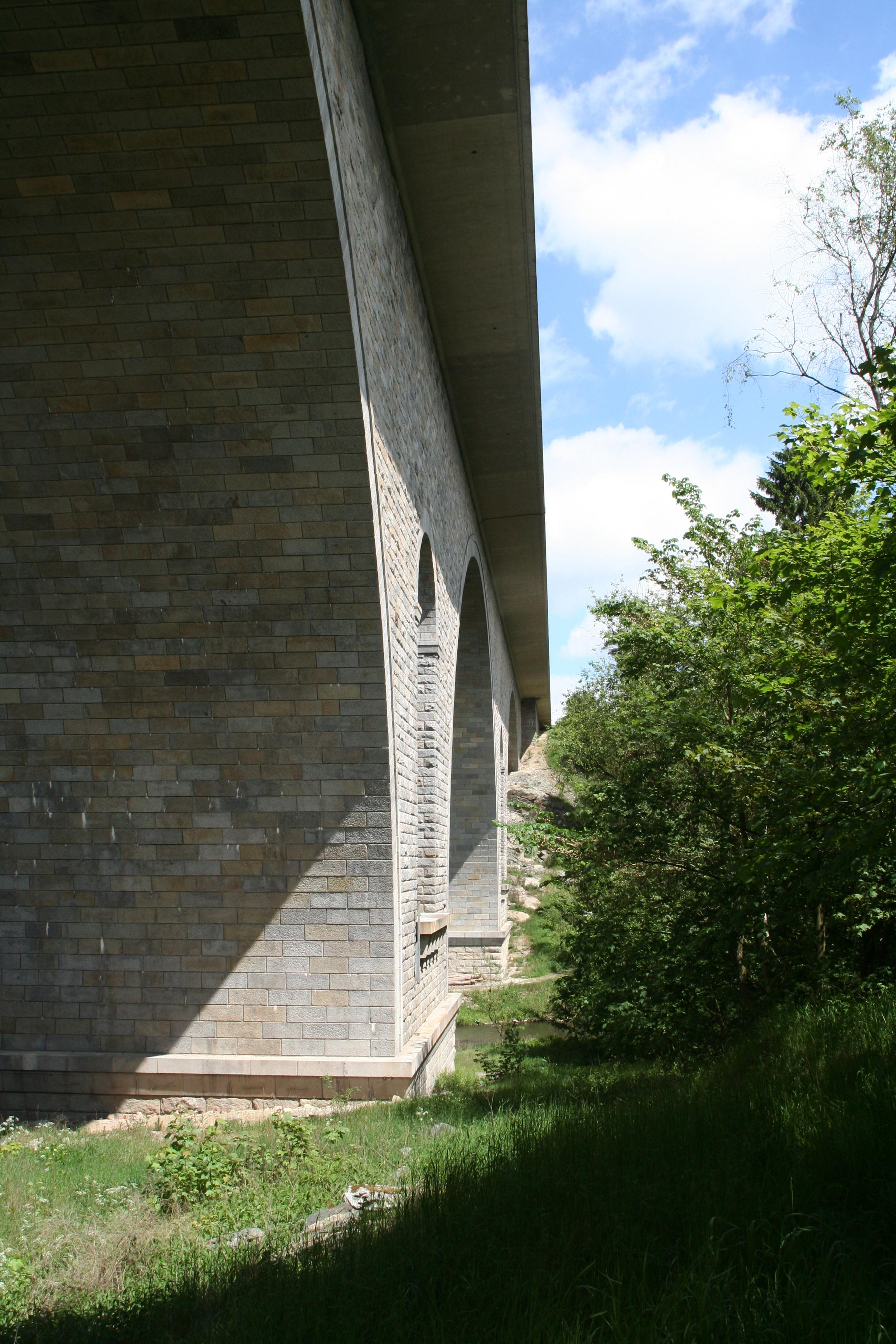
Südansicht

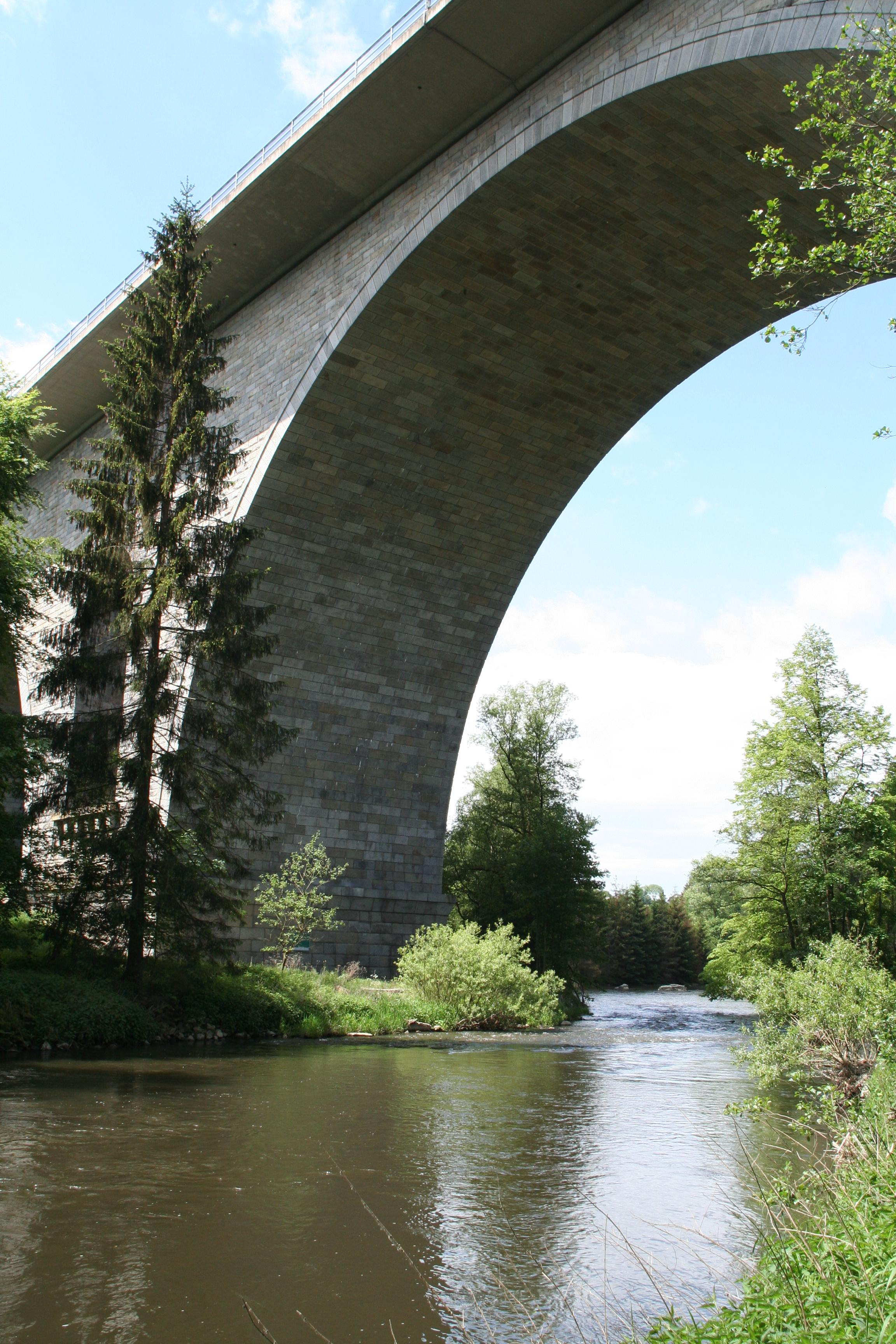
Hauptöffnung über der Saale

### Brücke von 1940
Wie bei den meisten Großbrücken der Vogtlandautobahn wurde als Konstruktion ein Bogentragwerk aus Natursteinmauerwerk gewählt. Die maximal 39 m hohe Brücke weist drei große Bögen mit Pfeilerabständen von 58 m, 74 m und 62 m sowie lichten Weiten von 45 m bis 54 m auf. Die mittlere Bogenweite über der Saale ist im Vergleich mit den anderen vier Bogenbrücken der BAB 72 die größte Öffnung. Die Pfeiler sind durch Rundbogenöffnungen gegliedert. Als Material wurden gemauerte Granitquader unterschiedlicher Abmessungen, die im Inneren in Verfüllbeton einbinden, der lagenweise als Stampfbeton einbaut wurde, verwendet. Die verbauten Granitgesteine sind Flossenbürger Granit, Mauthausener Granit und Lausitzer Granit. Die Steinquader wurden in Steinbrüchen des KZ Flossenbürg und KZ Mauthausen von KZ-Häftlingen gebrochen. Am westlichen Brückenende wurden auf halbrunden Türmen bastionsartige Erweiterungen angelegt, die als Rastplätze und Aussichtsplattform auf das Saaletal dienen sollten.

### Brücke von 1993
Der Umbau Anfang der 1990er sollte das Aussehen der Brücke möglichst wenig verändern. Es wurde in die alte Konstruktion, zwischen die Seitenwände aus Granit, eine Spannbetonbrücke mit neun Feldern eingebaut. Die weist als Überbau für jede Richtungsfahrbahn einen einzelligen, konstant 2,5 m hohen Spannbetonhohlkasten auf, der einseitig eine weit auskragende Fahrbahnplatte besitzt. Die Herstellung erfolgte bei Stützweiten von 2 × 17 m, 18 m, 5 × 40 m und 16 m im Taktschiebeverfahren. Als Unterbauten wurden in den Endbereichen Betonstützen oder Scheiben eingebaut, die auf der Bestandskonstruktion ablasten oder eine eigene Flachgründung besitzen. Außerdem tragen neue Verpresspfähle in den beiden Hauptpfeilern vorgespannte Waagebalken mit Höhen von bis zu 5 m, auf denen wiederum der Überbau gelagert ist. Zum Einbau der neuen Brückenkonstruktion wurde der alte Verfüllbeton, soweit notwendig und statisch möglich, ausgefräst.